# Encarsia dialeurodis
Encarsia dialeurodis är en stekelart som beskrevs av Hayat 1989. Encarsia dialeurodis ingår i släktet Encarsia och familjen växtlussteklar.
Artens utbredningsområde är Pakistan. Inga underarter finns listade i Catalogue of Life.